# Ansvarsstyrman

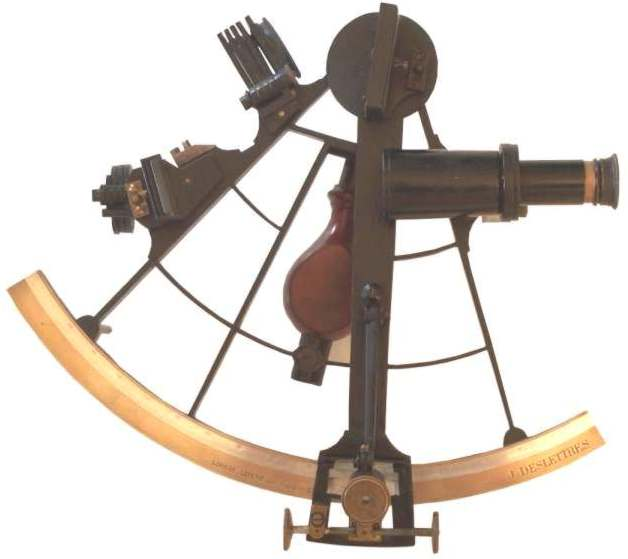
Sextanten var ansvarsstyrmannens viktigaste arbetsredskap.

I Republiken Texas flotta var en stiliserad sextant yrkestecken för ansvarsstyrman.

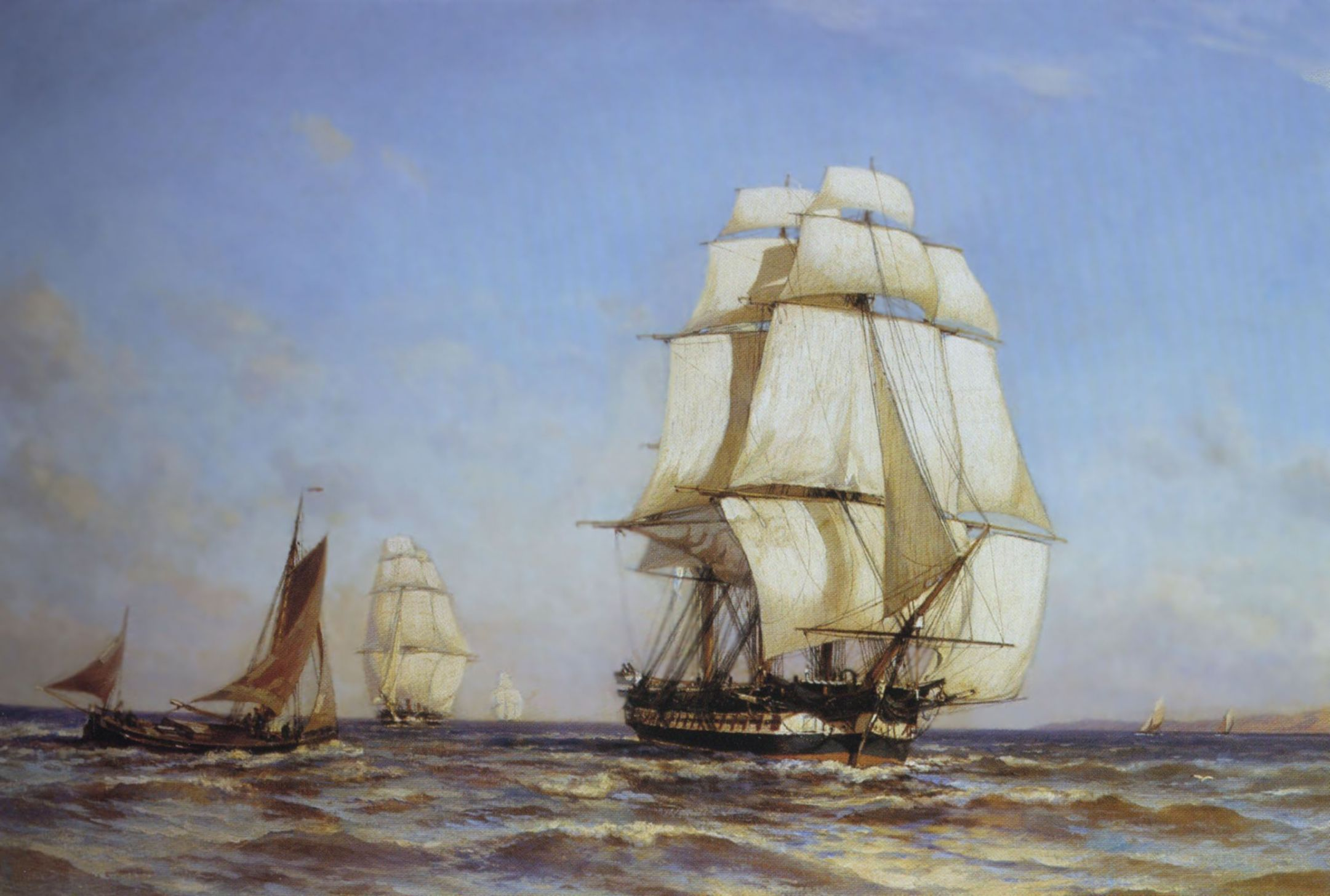
Den ryska fregatten Merkurius 1820.

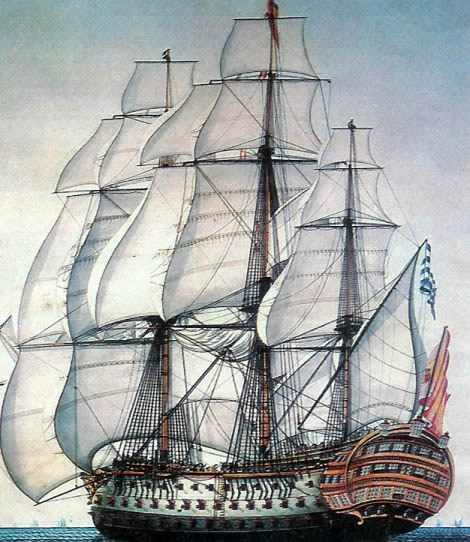
Det spanska linjeskeppet Santisima Trinidad 1805.

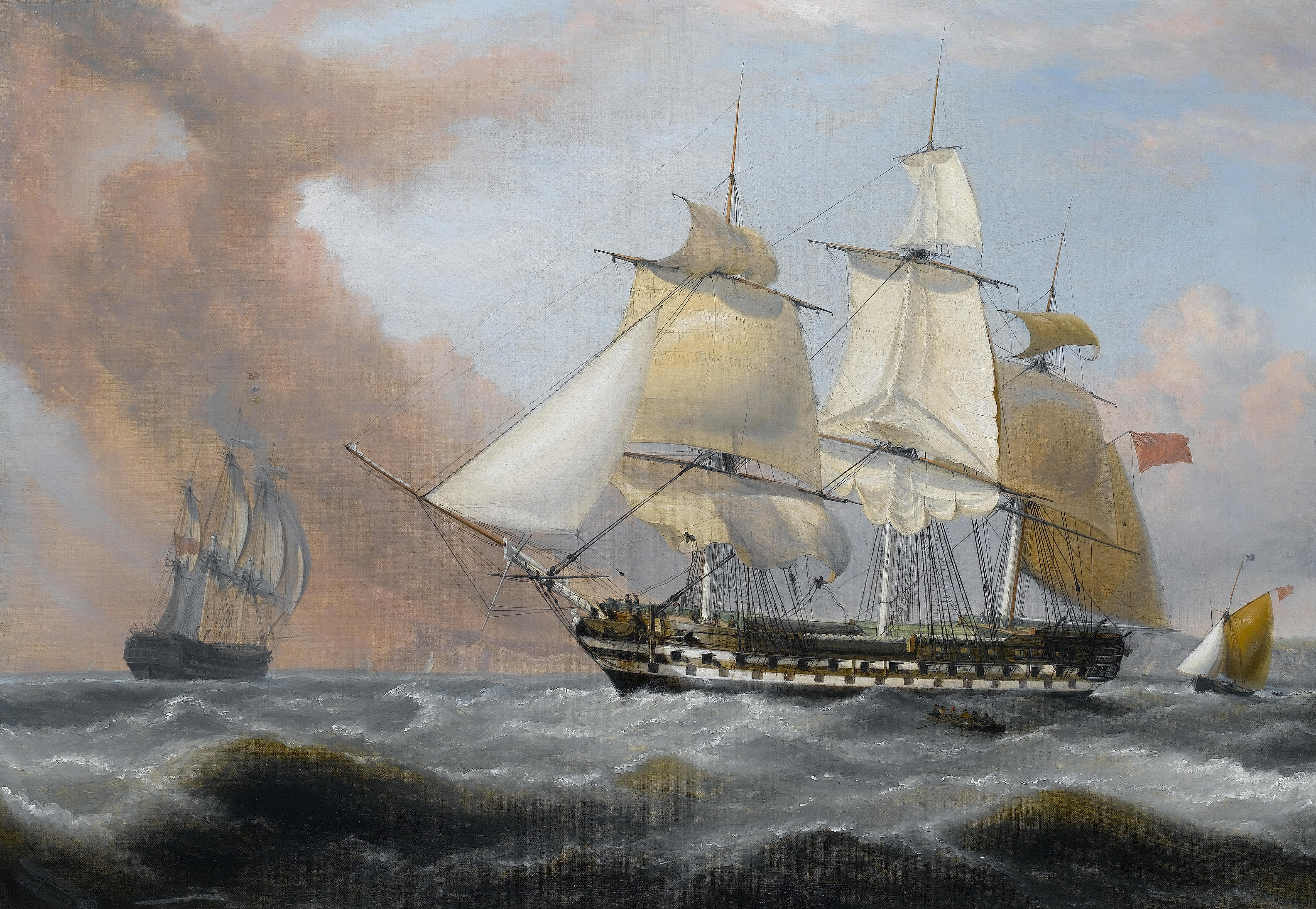
Den brittiska fregatten Pearl 1779.

Ansvarsstyrman var på de seglande flottornas tid en grad eller befattning ombord på ett örlogsfartyg med ansvar för fartygets navigering.

## Ryssland
Styrmansstaten i ryska flottan bestod till 1733 enbart av underofficerare. Detta år inrättades en grad som ansvarsstyrman (master) efter brittisk modell. Denna grad hade tjänsteställning mellan underlöjtnant och löjtnant i flottan. Vid förtjänst kunde tjänsteställning som löjtnant tilläggas, men endast för ansvarsstyrmän som var av adlig börd. 1741 avskaffades ansvarsstyrmansgraden och ansvarsstyrmännen utnämndes till löjtnanter och styrmännen och understyrmännen till fänrikar. Styrmän kunde i fortsättningen bli befordrade till sjöofficersgraderna även om de var ofrälse.  I samband med Paul I:s militära reformer förändrades styrmansstatens struktur. Den bestod därefter av styrmän i VIII rangklassen (kaptenlöjtnants vederlikar), i IX rangklassen (mellan kaptenlöjtnant och löjtnant), i XII rangklassen (underlöjtnants vederlikar) och XIV rangklassen (efter underlöjtnant) samt understyrmän och styrmanslärlingar vilka hade underofficers rang. 1827 inrättades den ryska flottans navigationskår vilken även fick ansvar för sjömätningsväsendet. I likhet med andra kårer i den ryska flottan tilldelades den lantmilitära officersgrader. Den nya navigationskåren bestod av en generalmajor samt ett antal överstar, överstelöjtnanter, kaptener, stabskaptener, löjtnanter, underlöjtnanter, fänrikar och konduktörer (underofficerare). 1885 avskaffades navigationskåren och dess ansvarsområde överfördes till sjöofficerskåren.

## Spanien
De spanska ansvarsstyrmännen var organiserade i en styrmanskår, Cuerpo de Pilotos. De hade, till skillnad från de brittiska, en teoretisk utbildning som genomfördes vid navigationsskolorna, Real Colegio Seminario de San Telmo, i Sevilla och Malaga. För att bli antagen vid dessa skolor krävdes att man var spanjor och mellan åtta och 14 år gammal. Färgade, romer, kättare, judar och de som bestraffats av inkvisitionen var utestängda. Föräldrarna fick inte utöva vanhedrande yrken. Styrmanseleverna kallades meritorios de pilotage och var under sjöpraktiken att jämställas med matroser. För att bli lärstyrman, pilotín, krävdes under 1700-talet att ha genomfört tre sjöresor i Europa, en resa fram och tillbaka till Amerika och att ha blivit godkänd vid en särskild examen. Befordran till understyrman kunde först äga rum när en tjänst blev ledig.
Ansvarsstyrmännen, primero pilotos, var ursprungligen fänriks vederlikar, medan understyrmännen, segundo pilotos, hade rang mellan officer och underofficer. Senare blev ansvarsstyrmännen vederlikar med kaptener eller kaptenlöjtnanter medan understyrmännen blev vederlikar med löjtnanter eller fänrikar, allt efter tjänsteålder. Lärstyrmännen saknade militär grad. Från 1821 var ansvarsstyrman, primer piloto, kaptens, biträdande ansvarsstyrman, segundo piloto, löjtnants och understyrman, tercero piloto, fänriks vederlike. Befordran från styrmanskåren till sjöofficerskåren var inte ovanligt. Styrmanskåren eftersträvade att få samma ställning som sjöofficerskåren. Det var dock först 1770 som de fick en uniform som skiljde dem från sjömanskåren. På kunglig befallning tilläts styrmanskårens medlemmar 1781 att tilltalas herr, Don, att betraktas som caballero, att få bära värja och att vid edsavläggelse få svära på korset. 1823 införlivades styrmanskårens högre grader med sjöofficerskåren. 1846 avskaffades styrmanskåren och återstående ansvarsstyrmän införlivades i sjöofficerskåren med löjtnants grad.

## Storbritannien
Motsvarande ansvarsstyrmans grad och befattning i Royal Navy var Master. År 1867 blev de brittiska ansvarsstyrmännen navigationslöjnanter, Navigating Lieutenants, och officerare i en särskild navigationsofficerskår. De kunde befordras till stabskaptener och stabskommendörkaptener. Understyrmännen blev navigationsunderlöjtnanter. Navigationsofficerskåren avskaffades 1872 och dess medlemmar övergick till sjöofficerskåren.

## Sverige
Ansvarsstyrman var i svenska flottan före 1868 en underofficersbefattning, som innehades av den äldste styrmannen vilken inför fartygschefen ansvarade för fartygets navigering, tillsyn över styrinrättningen, ankarkättingarna och ballastens stuvning. Från detta år överfördes ansvaret för navigeringen till en sjöofficersbefattning, navigeringsofficeren. Befattningen som ansvarsstyrman ändrades då till en befattning som uppbördsstyrman, vilken även skulle biträda vid navigeringen.